# Arlas
Arlas je hora v Pyrenejích. Rozkládá se jak na francouzském, tak na španělském území, mezi francouzským departmentem Pyrénées-Atlantiques a Navarrou.

## Galerie

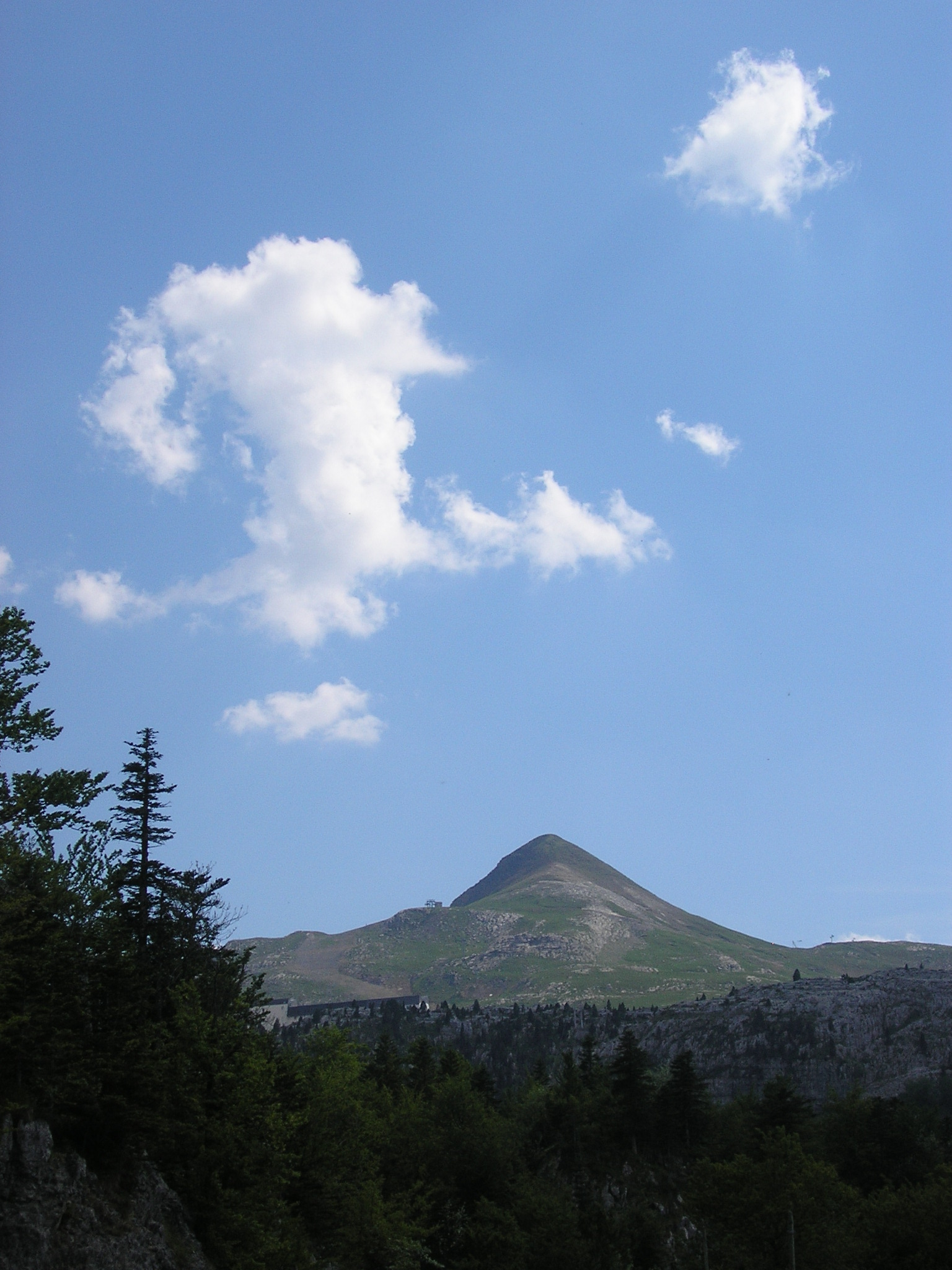
Z francouzské strany

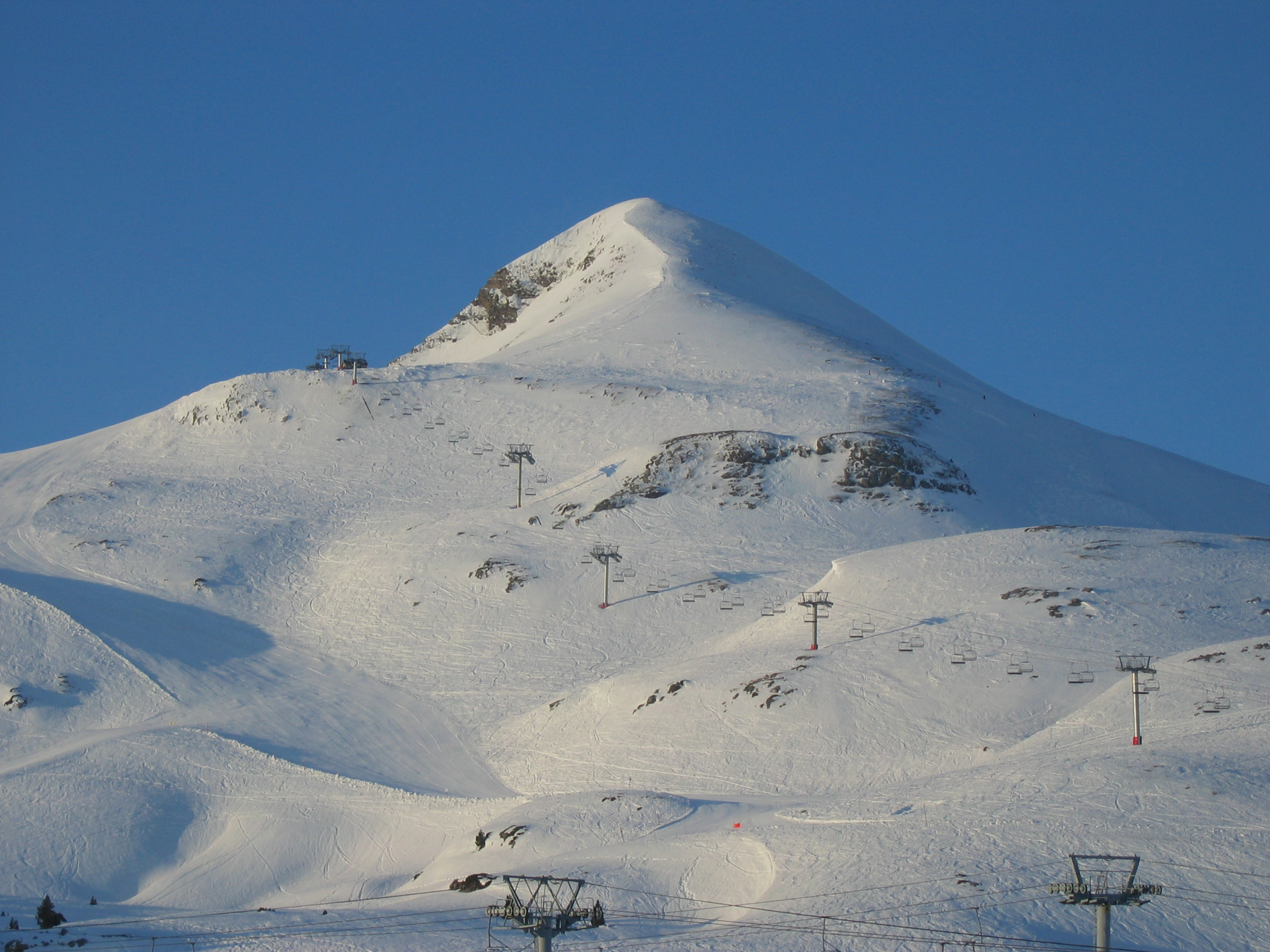
Arlas v zimě

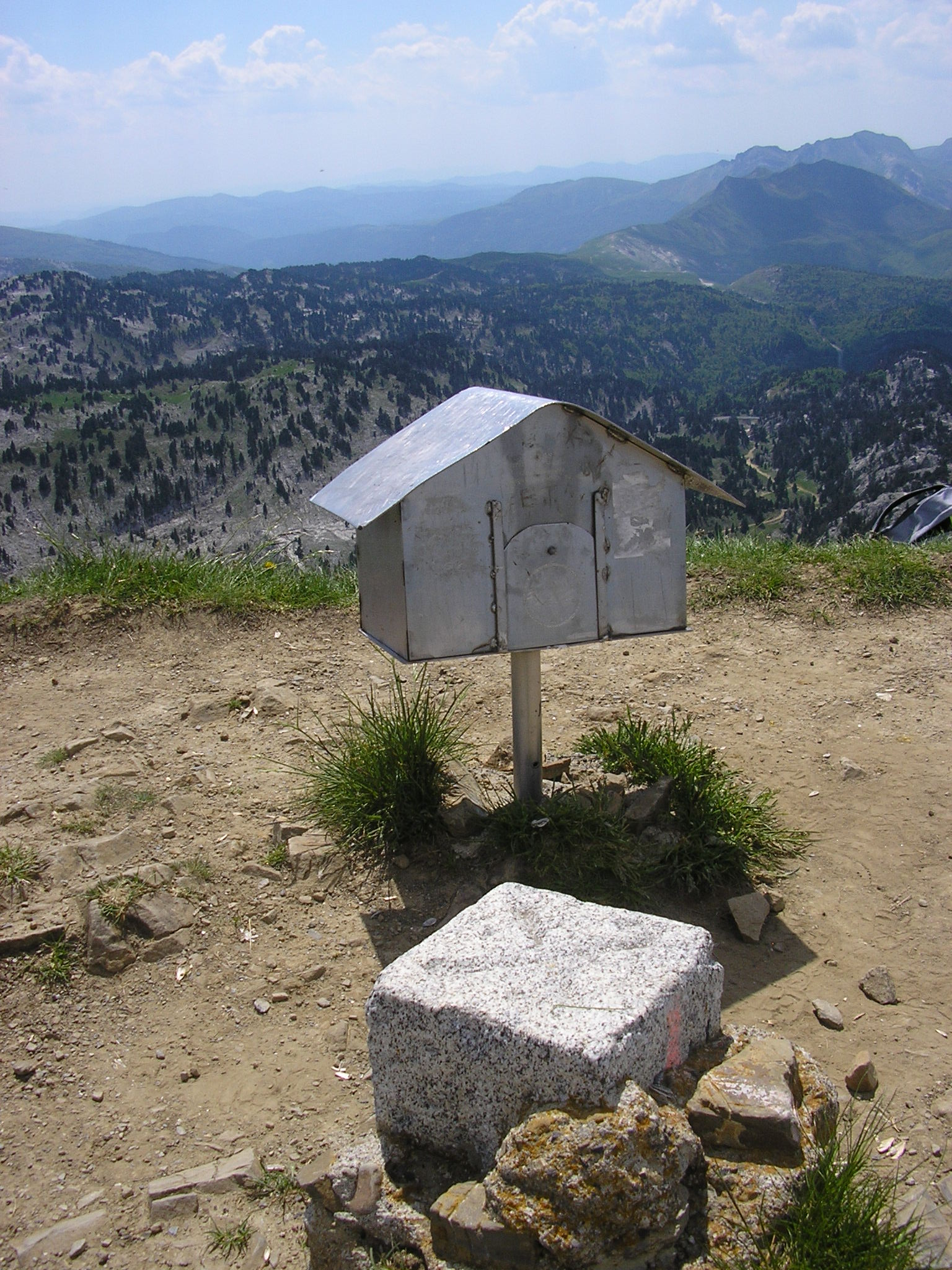
Vrcholový hraniční kámen